# Cordeiro Pascal (Josefa de Óbidos)
Cordeiro Pascal (também conhecido como Cordeiro Místico ou Agnus Dei),  é um óleo sobre tela, da autoria da pintora Josefa de Óbidos. Foi pintado entre 1660 e 1670 e mede 88 cm de altura e 116 cm de largura. Fez parte da coleção de Frei Manuel do Cenáculo que está na origem do atual Museu de Évora.

## Outras versões
Josefa de Óbidos terá pintado também outras versões do mesmo tema, uma, sem a moldura floral, existe no Museu de Arte Walters, na cidade de Baltimore nos Estados Unidos da América e outra faz parte da coleção do Paço dos Duques de Bragança em Guimarães:

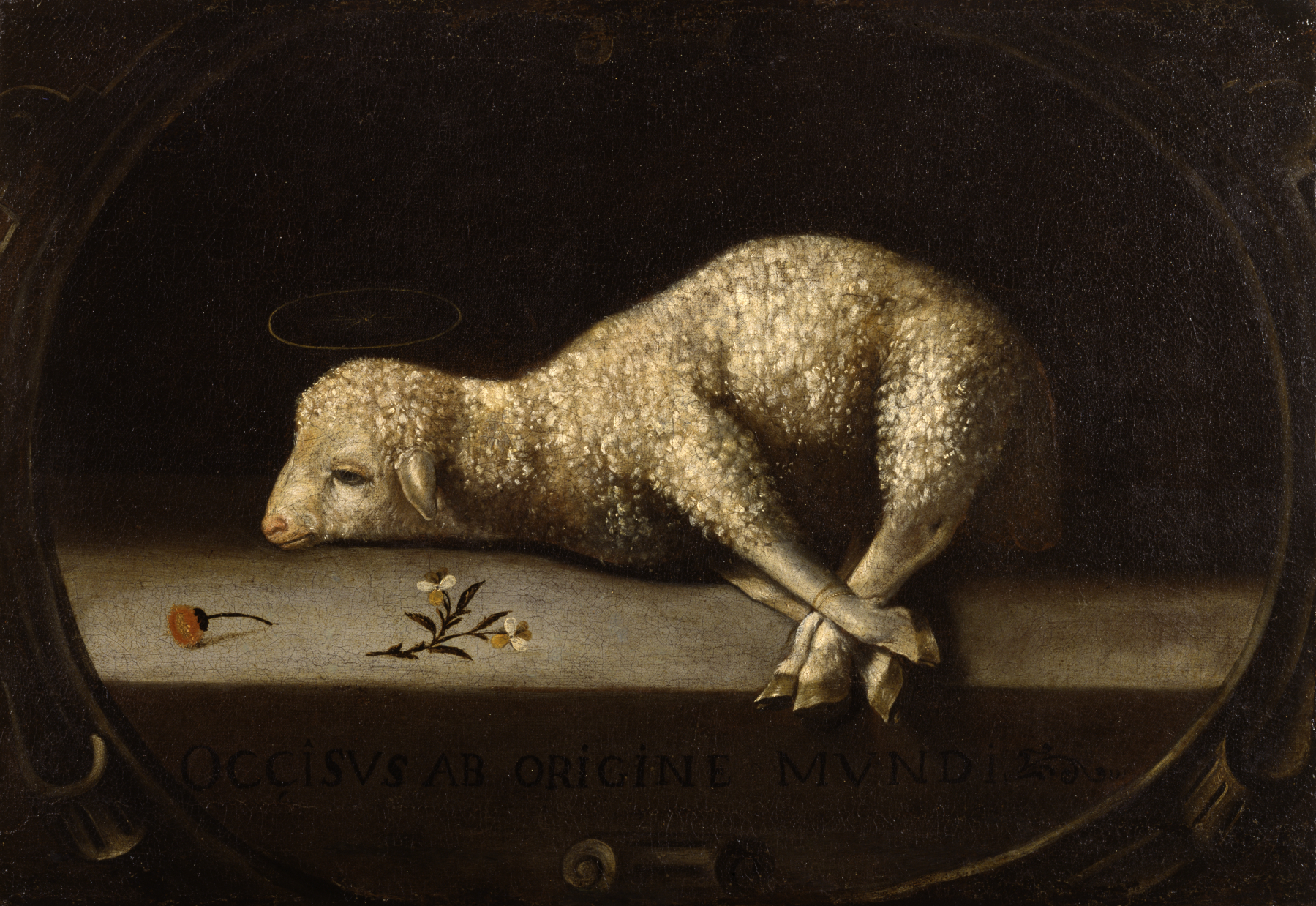
O Cordeiro Sacrificial (1670-84) no Museu de Arte Walters
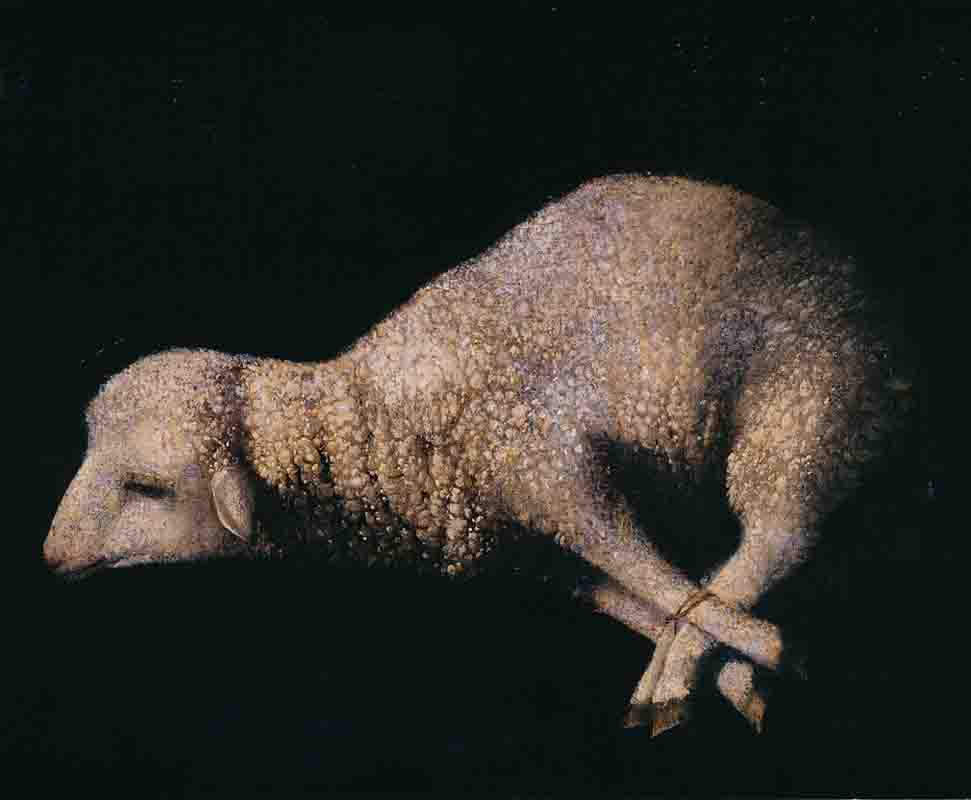
Cordeiro Místico (1660-70) no Paço dos Duques

## Interpretação
Representa iconograficamente o Cordeiro de Deus, uma representação de Jesus Cristo como cordeiro sacrificado para remissão dos pecados da Humanidade. Este surge num altar, com os pés atados e calmamente aceitando o seu destino. Encontra-se rodeado por uma moldura floral onde flores e uvas em referência da transubstanciação. Numa legenda (que partilha com a versão do Museu de Arte Walters) lê-se a frase em latim: "occīsus ab orīgine mundī". Trata-se de uma citação bíblica do livro do Apocalipse:
Et adorabunt eum omnes qui inhabitant terram quorum non sunt scripta nomina in libro vitae agni qui occisus est ab origine mundi.Original (em latim): E todos os que habitam sobre a terra a adoraram, esses cujos nomes não estão escritos no livro da vida do Cordeiro, que foi morto desde a fundação do mundo.— Apocalipse 13:8 (em latim)

## A influência de Zurbarán
A figura do Cordeiro de Deus reflete uma série de pinturas do pintor espanhol Francisco de Zurbarán chamada Agnus Dei que este realizou entre 1635 e 1640. A pintora teve, de facto, contacto com este artista através do seu pai, o também pintor Baltazar Gomes Figueira, que conviveu com o mesmo em Sevilha e que também utilizou o mesmo carneiro na sua obra Natureza Morta com Cordeiro e Peças de Caça que pintou entre 1645 e 1655 exposto no mesmo museu elvense.

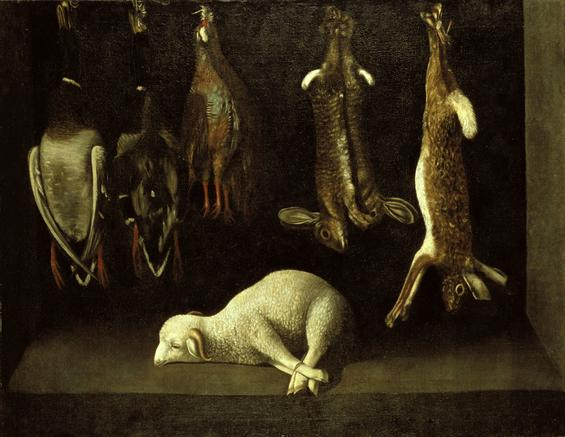
Natureza Morta com Cordeiro e Peças de Caça (1645-55) de Baltazar Gomes Figueira no Museu de Évora
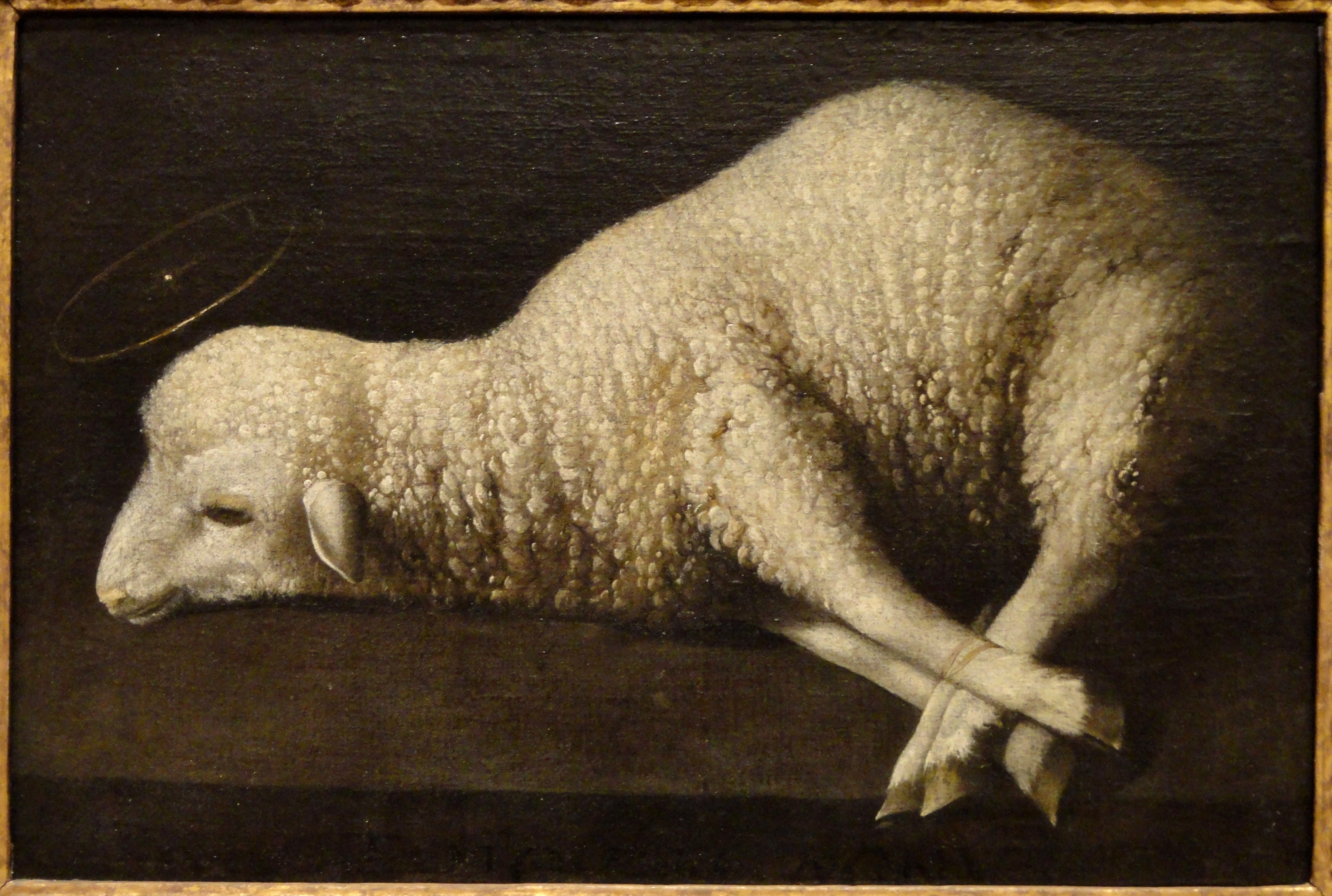
Agnus Dei (1635-40) de Francisco de Zurbarán no Museu de Arte de San Diego
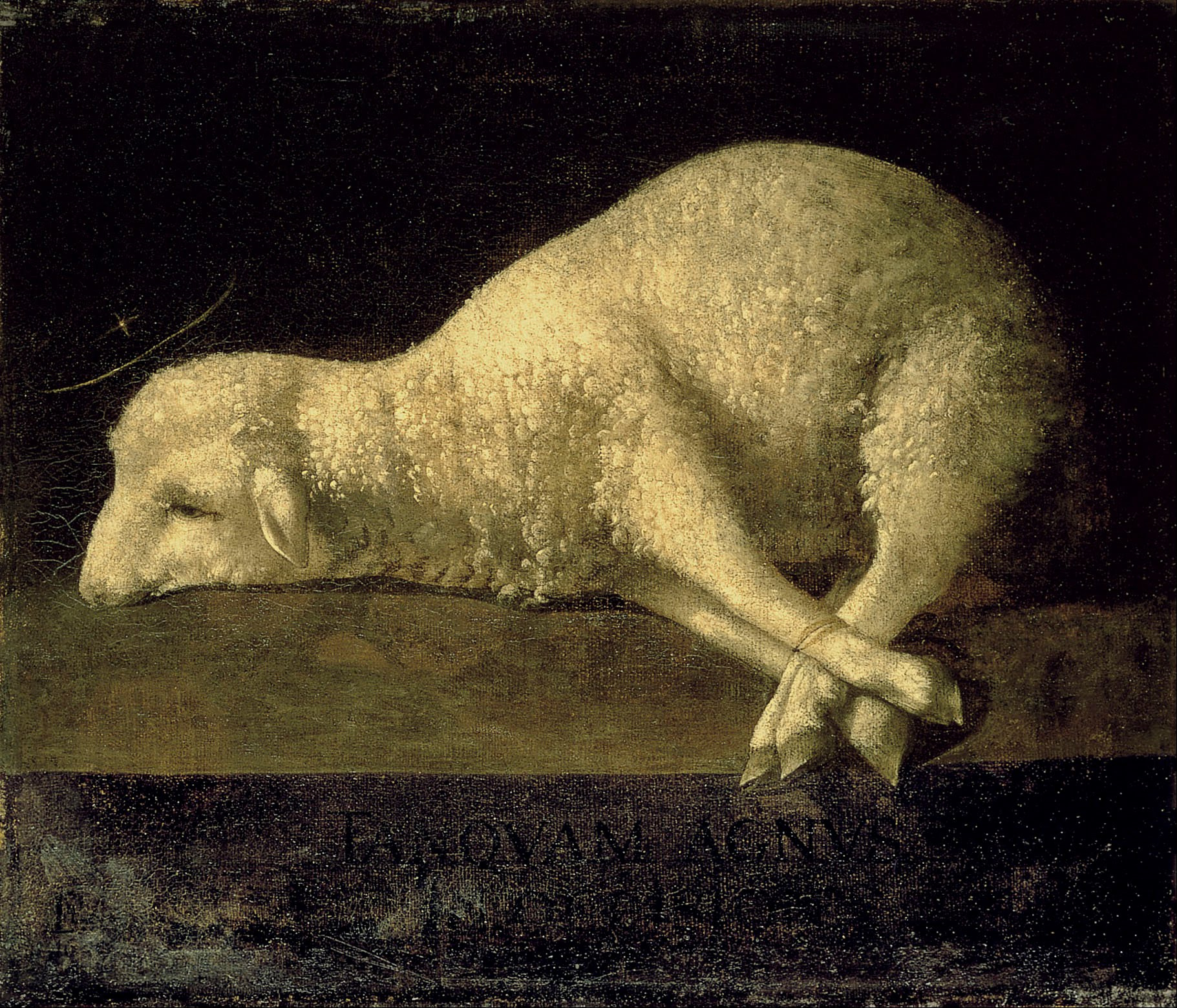
Agnus Dei (1639) de Francisco de Zurbarán no Real Academia de Belas-Artes de São Fernando
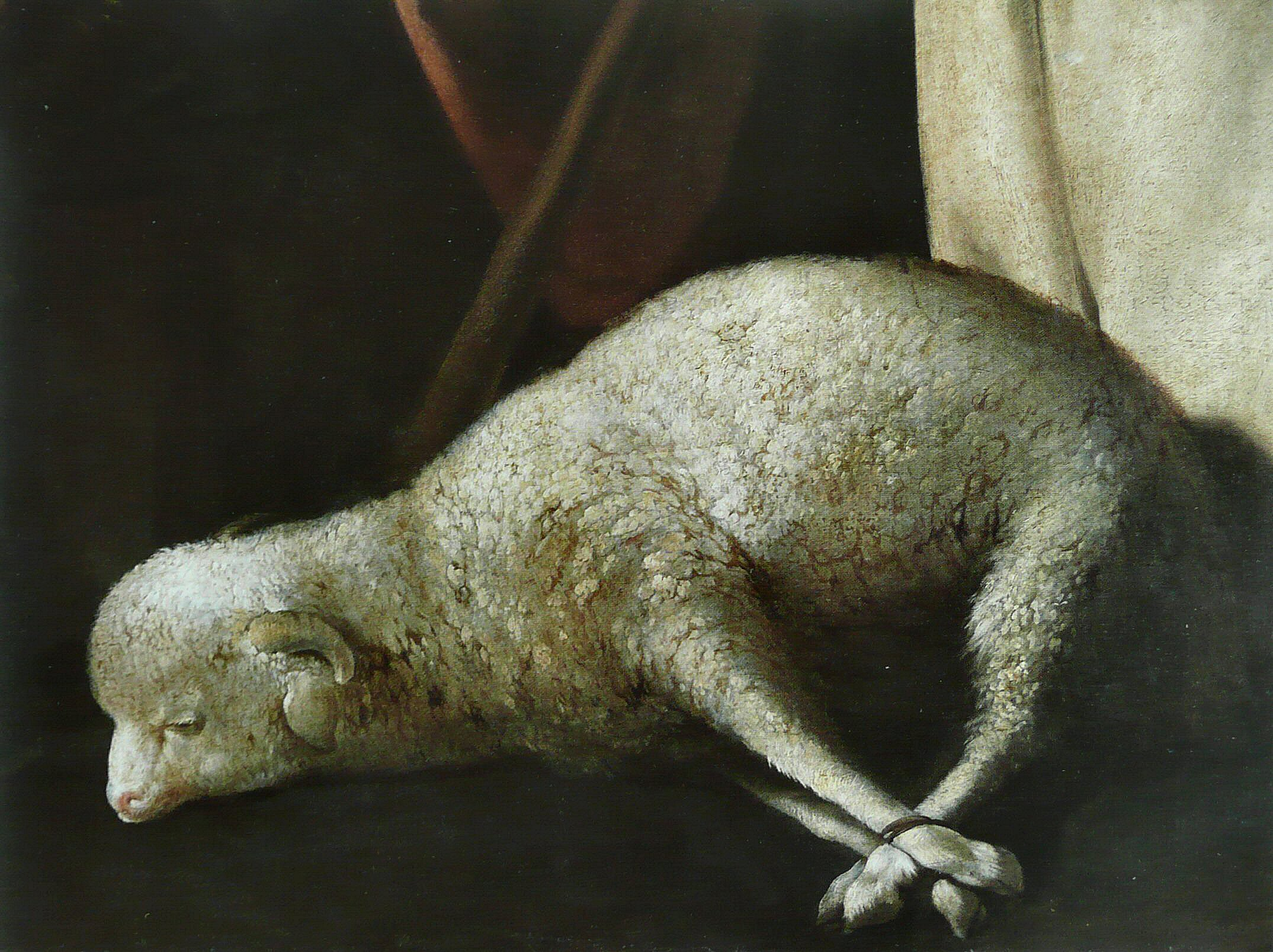
Carneiro, detalhe de A Adoração dos Pastores (1638) de Francisco de Zurbarán no Museu de Grenobla
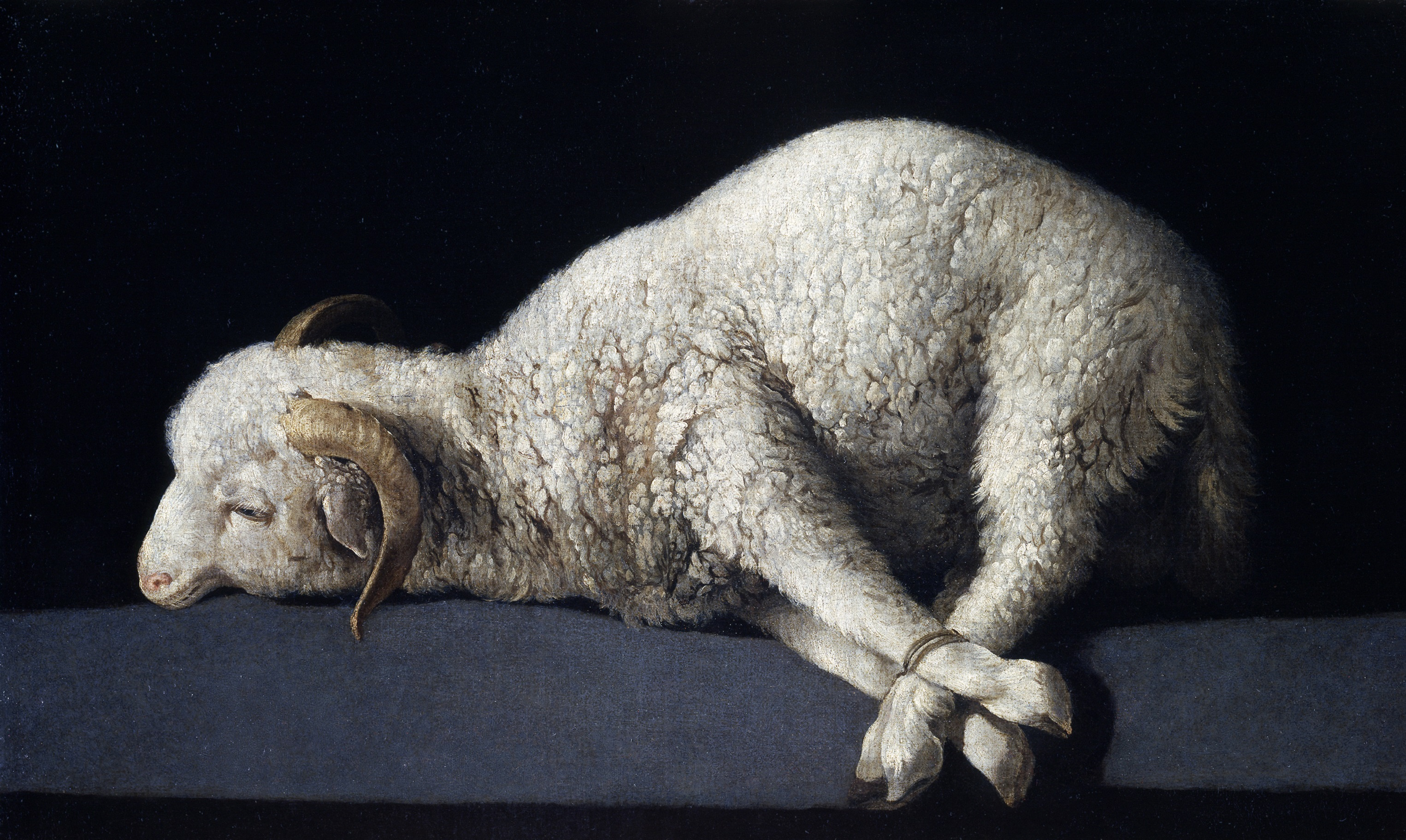
Agnus Dei (1635-40) de Francisco de Zurbarán no Museu do Prado. Note-se a presença de chifres.